# شینه سفلی
شینه سفلی، روستایی از توابع بخش فیروزآباد شهرستان سلسله در استان لرستان ایران است.

## جمعیت
این روستا در دهستان قلائی قرار دارد و براساس سرشماری مرکز آمار ایران در سال ۱۳۸۵، جمعیت آن ۱۳۸ نفر (۲۵خانوار) بوده‌است.